# 柏村 (山梨県)
柏村（かしわむら）は山梨県東八代郡にあった村。現在の甲府市南部、笛吹川左岸にあたる。

## 地理
- 河川：笛吹川

## 歴史
- 1941年（昭和16年）1月1日 - 上曽根村・下曽根村・白井河原村が合併して発足。
- 1955年（昭和30年）3月31日 - 柏村が右左口村と合併して中道町が発足。同日柏村廃止。

## 交通

### 道路
現在は旧村域に中央自動車道の甲府南インターチェンジが所在するが、当時は未開通。